# Serge Pauwels
Serge Pauwels (Edegem, 21 de noviembre de 1983) es un ciclista belga que fue profesional entre 2006 y 2020.

## Trayectoria
Terminó cuarto en el Tour del Porvenir de 2006, octavo en el Gran Premio de Valonia, en 2006, decimoséptimo y mejor escalador del Tour Down Under, decimosegundo de la Ruta del Sur, decimoctavo de la Vuelta a Burgos, en 2007 y octavo del Tour de Valonia, en 2008.
En octubre de 2020 anunció su retirada al finalizar la temporada debido a problemas cardiacos.

## Palmarés
2009
- 1 etapa del Giro de Italia

2017
- Tour de Yorkshire, más 1 etapa

## Resultados en Grandes Vueltas y Campeonatos del Mundo
| Carrera         | Carrera         | 2006 | 2007 | 2008 | 2009 | 2010  | 2011 | 2012 | 2013 | 2014 | 2015 | 2016 | 2017 | 2018 | 2019 | 2020 |
| --------------- | --------------- | ---- | ---- | ---- | ---- | ----- | ---- | ---- | ---- | ---- | ---- | ---- | ---- | ---- | ---- | ---- |
|                 | Giro de Italia  | —    | —    | —    | 33.º | —     | —    | 47.º | 77.º | 31.º | —    | —    | —    | —    | —    | —    |
|                 | Tour de Francia | —    | —    | —    | —    | 107.º | —    | —    | —    | —    | 13.º | 42.º | 19.º | Ab.  | 77.º | —    |
|                 | Vuelta a España | —    | —    | —    | —    | —     | —    | 24.º | 31.º | —    | —    | —    | Ab.  | —    | —    | —    |
| Mundial en Ruta | Mundial en Ruta | —    | —    | —    | —    | —     | —    | —    | 29.º | —    | —    | —    | —    | Ab.  | —    | —    |

—: no participa

Ab.: abandono